# اسم شخصي (فرعون)
الاسم الشخصي لفرعون هو اسمه عند ولادته. ويرتبط به لقب «ابن رع» Sa Ra ابتداء من الأسرة المصرية الرابعة بعد توليه العرش.
لا توجد وثائق عن الاسم الشخصي لفرعون من عصر ما قبل الأسرات أو من عهد الدولة القديمة، فما نعرفه عن ذلك الوقت فهي أسماء من بعد اعتلاء فرعون عرش مصر. وما نعرفه عن الاسم الشخصي أو اسم ولادة من العصور التالية.
ابن رع، وتنطق «سا رع»: رمز «سا» هو البطة وبجانبها قرص الشمس رمز الإله رع.

## بالهيروغليفية

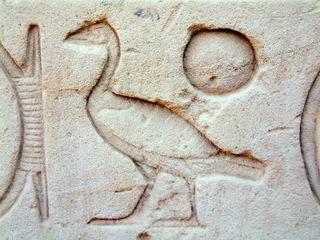
سا رع 
S3 Rˁ
ومعناه: ابن رع

## اسم سا رع

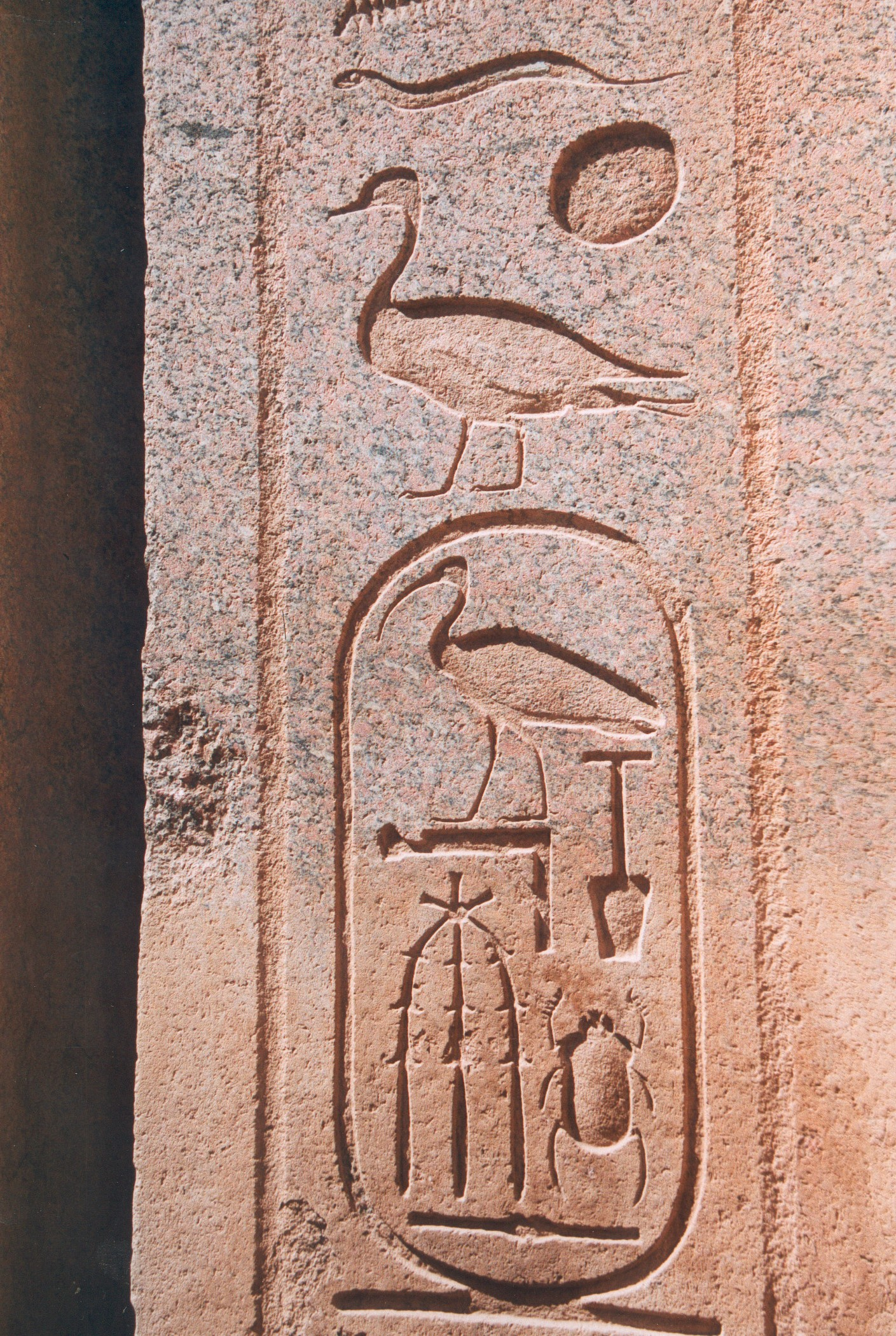
اسم سا رع لتحتمس الثالث في الكرنك.

معني اسم «سا رع» ابن رع، أي «ابن إله الشمس». ويعطى لفرعون هذا اللقب عند اعتلائه العرش ويكتب قبل اسمه المعطى له عند ولادته. وقبل اعتلائه العرش فهو ينادى ويكتب باسمه كأي فرد آخر ما عدا أن يضاف له «أنه ابن الملك، من بدنه».
في هذه الصورة نجد اسم تحتمس الثالث «تحوت موسى» مكتوبة داخل خرطوش ويسبقة: ابن رع.

### تطور اللقب
كان الملك بؤكد في كتابات المعبد والكتابات الرسمية على انه ابن الإله الذي المتميز له في عبادته: يعتبر الإله أو الإلاهة أبا أو أم فرعون، وان الابن ملزم بتقديم القرابين للإله أو الإلهة.
كان رع الإله الرئيسي في الشمال ومقر عبادته في هليوبوليس. فحصل أبناء خوفو أسماء ليكونوا تحت حماية رع. واتخذ ملوك الاسرة الخامسة مثل هذا الأسم عند توليهم العرش، ثم في الأسرة المصرية السادسة فكان الملك يتخذ دائما اسما ينتسب إلى إله الشمس.

كان اسم ولي العهد يكتب دائما من دون لقب «سا رع» في خرطوش.
وكتب الملك أوناس اللقب واسمه الشخصي في خرطوش.
 وظلت تلك الطريقة في كتابة اسم فرعون متبعة حتى الدولة الوسطى. وظل كتابة «سا رع» قبل الخرطوش الذي يحمل اسم الولادة للملك منذ عهد مرييري - رغم وجود بعض الشواذ القليلة - وهذا موثق من أوعية برونزية تحمل اسمه.
واصبح بعد ذلك «سا رع» (ابن رع) جزءا لا يتجزأ من اسم الملك الشخصي ومن باقي ألقاب فرعون (وجميعها 5 ألقاب) ويحمله منذ توليه العرش. وفي تتالي الألقاب الملكية فيكتب اسم سا رع في آخرها.

### حالات خاصة
غير بعض الفراعنة أسماءهم عند اعتلائهم العرش أو اتهذا اسما إضاقيا يكون بالنسبة لهم أكثر أهمية. ونجد ذلك في الأسرة الخامسة وكان ذلك لأسباب دينية أو كما في الأسرة الثالثة عشر والاسرة العشرون لسبب انتهازي.
أشهر من غير اسم ولادته كان «أمينوفيس الرابع» الذي غير اسمه إلى إخناتون، وكذلك «توت عنخ آتون» الذي غير اسمه إلى توت عنخ آمون.
- الملك فيوبس الأول مذكور في عدة مخطوطات ليس كإبن رع وإنما كإبن للإله اتوم المعادل لرع في هليوبوليس والإلهة هاتور وكتب تلك الأسماء في خرطوشة اسمه الشخصي.
- بعض الكتابات في معبد أبو سمبل تسمى رمسيس الثاني نفسه «ابن تاتينن» و «ابن سخمت».
- لم يذكر السم «سا رع» مع الاسم الشخصي لأحد الفراعنة دائما سابقا لاسمه الشخصي. فيوجد محفوظا في متحف المتروبوليتان حجر باب يحتوي على الاسم الشخصي وأسماء التتويج لرمسيس الثاني من دون اللقبين «سا رع» و «نسوت بيتي».

## اقرأ أيضا
- اسم حورس
- اسم تتويج
- اسم نبتي
- اسم ذهبي
- ألقاب ملكية مصرية قديمة
- مانيتو
- فرعون
- سيرخ